# Cuna radiante

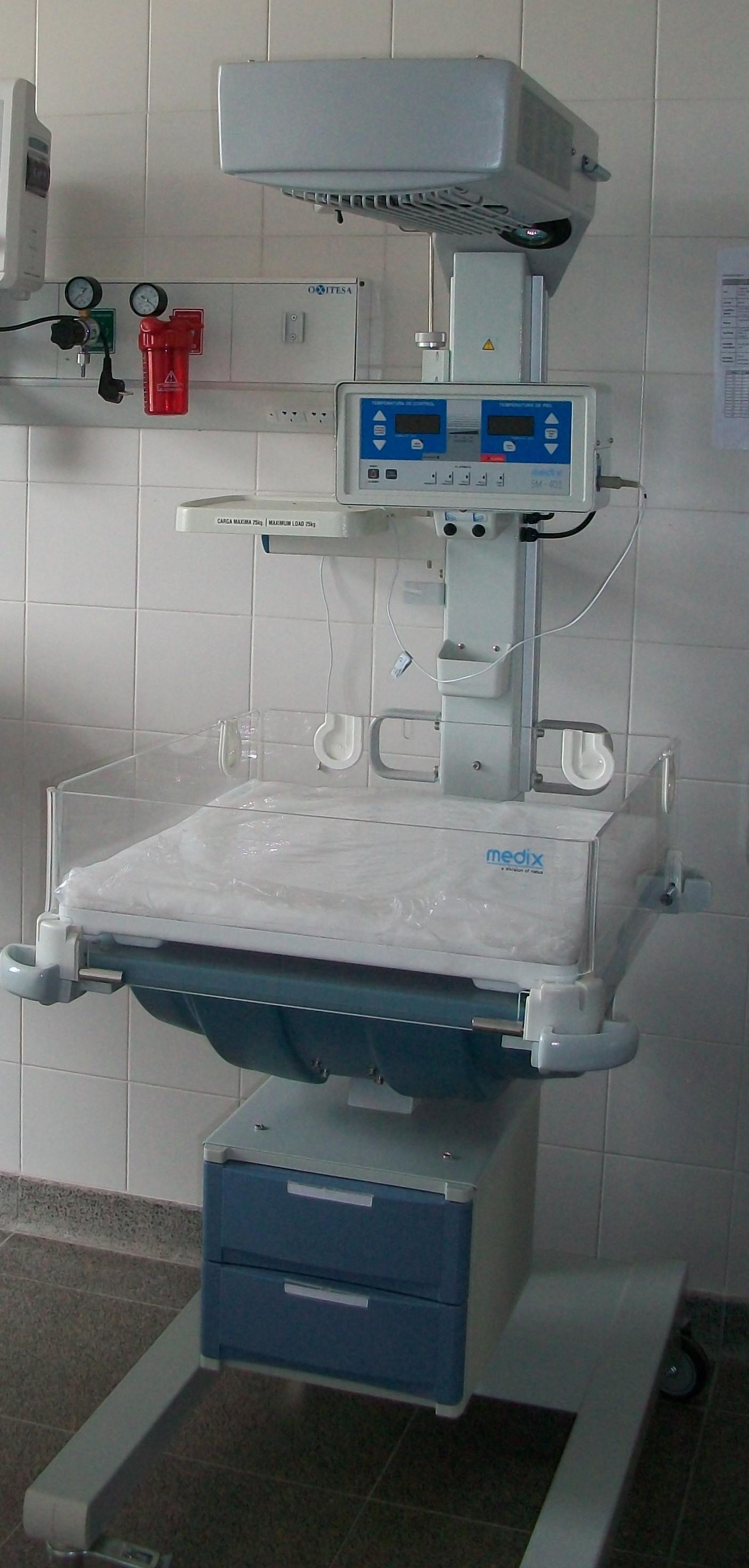
Cuna de calor radiante

Una cuna de calor radiante, cuna radiante, calentador radiante o servocuna es un aparato médico diseñado para proporcionar un ambiente de confort térmico a los neonatos, con el fin de que puedan mantener una temperatura corporal de 36 a 37 °C.
Estas cunas funcionan a través de un servomecanismo; es decir, que se autorregula en función de los cambios térmicos.
Las cunas de calor radiante brindan confort térmico al igual de lo que ocurre en las incubadoras, pero el dispositivo de las mismas es bastante diferente. De igual manera, las cunas de calor radiante permiten una observación directa y un fácil acceso al neonato, ya que, a diferencia de las incubadoras, no tienen un habitáculo cerrado. Asimismo, estas cunas no poseen mecanismos para regular la humedad, a diferencia de las incubadoras. 

## Uso

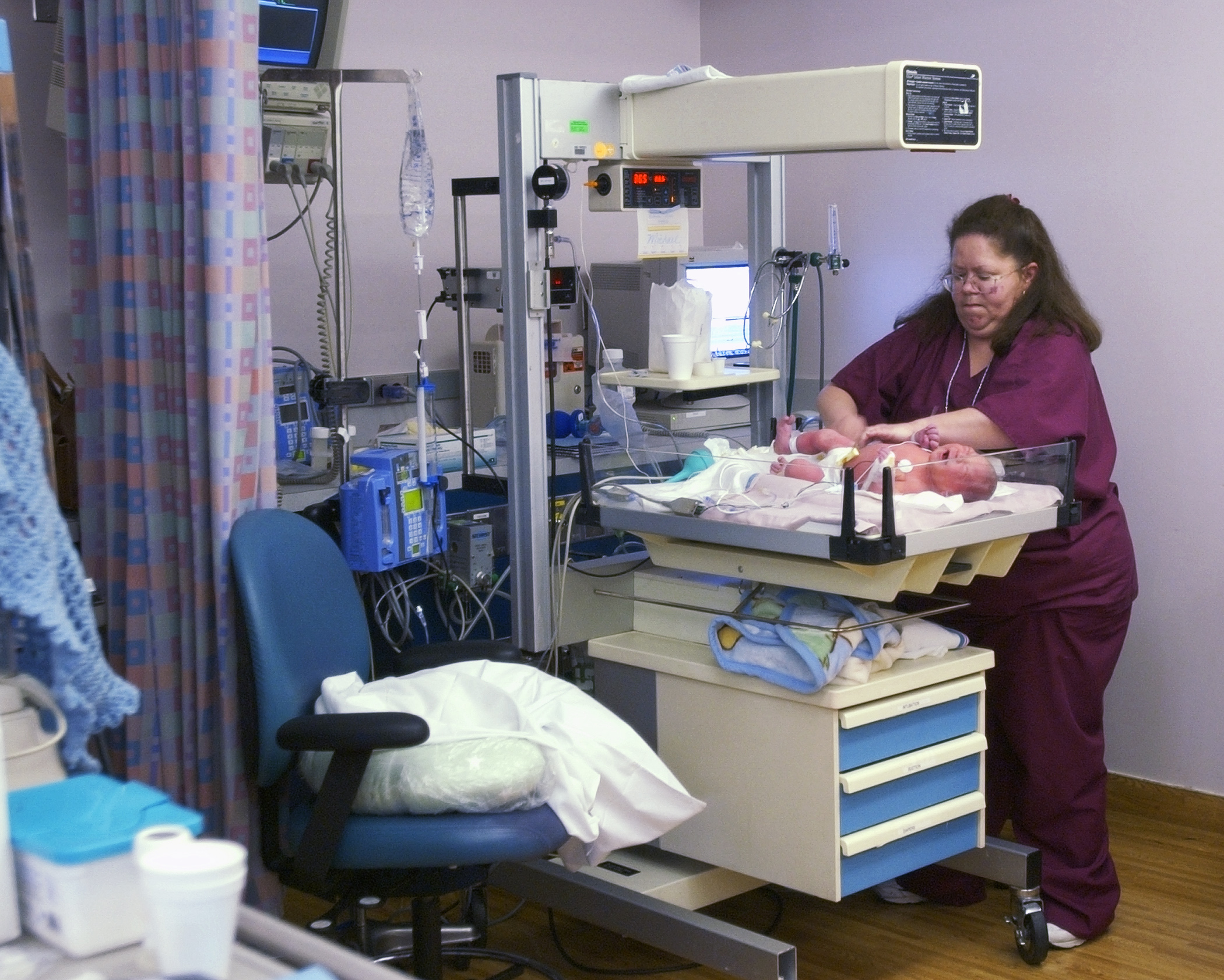
Enfermera atendiendo a un recién nacido dentro de una cuna de calor radiante

Las cunas de calor radiante son usadas en entornos clínicos como salas de parto, salas de cuidados neonatales, unidades de cuidados intensivos neonatales (UCIN), unidades de terapia intensiva neonatal (UTIN) y para el cuidado intensivo neonatal pre y posoperatorio.
Asimismo, estas cunas son usadas para realizar los procedimientos de los primeros cuidados del recién nacido.
La importancia de ayudar al neonato en la manutención del equilibrio térmico radica en proporcionar un ambiente termoneutral en el cual el consumo de oxígeno y su metabolismo se reduzcan al mínimo, de manera tal que las calorías y nutrientes que ingiera se dediquen a la maduración, desarrollo y crecimiento de su organismo.

## Partes
Usualmente una cuna de calor radiante está constituida por tres bloques:
1. Fuente de calor
2. Unidad de control
3. Plataforma de sostén

## Principios de operación
En este tipo de aparato médico la transferencia de calor se lleva a cabo principalmente por radiación térmica; es decir, la fuente de energía calorífica se encuentra separada del receptor de calor y éste (el calor) viaja por el aire en forma de ondas electromagnéticas.